# Северный (Курск)
Северный - упраздненный поселок в Курском районе Курской области. Включен в состав города Курск в 2014 году

## История
Поселок был образован в 2011 году путём выделения части земель деревни Татаренкова и наименован в 2012 году.
Согласно Закону Курской области от 10 июня 2014 года поселок Северный включен в состав города Курск.

## Административное деление
Поселок Северный состоит из четырех микрорайонов (1-го, 2-го, 3-го и 4-го). В трех из них преобладает застройка из многоэтажных многоквартирных домов (16-17 этажей). Микрорайон № 4 застроен в основном коттеджами.
Дополнительные территории-СНТ «Фестивальное».

## Транспорт

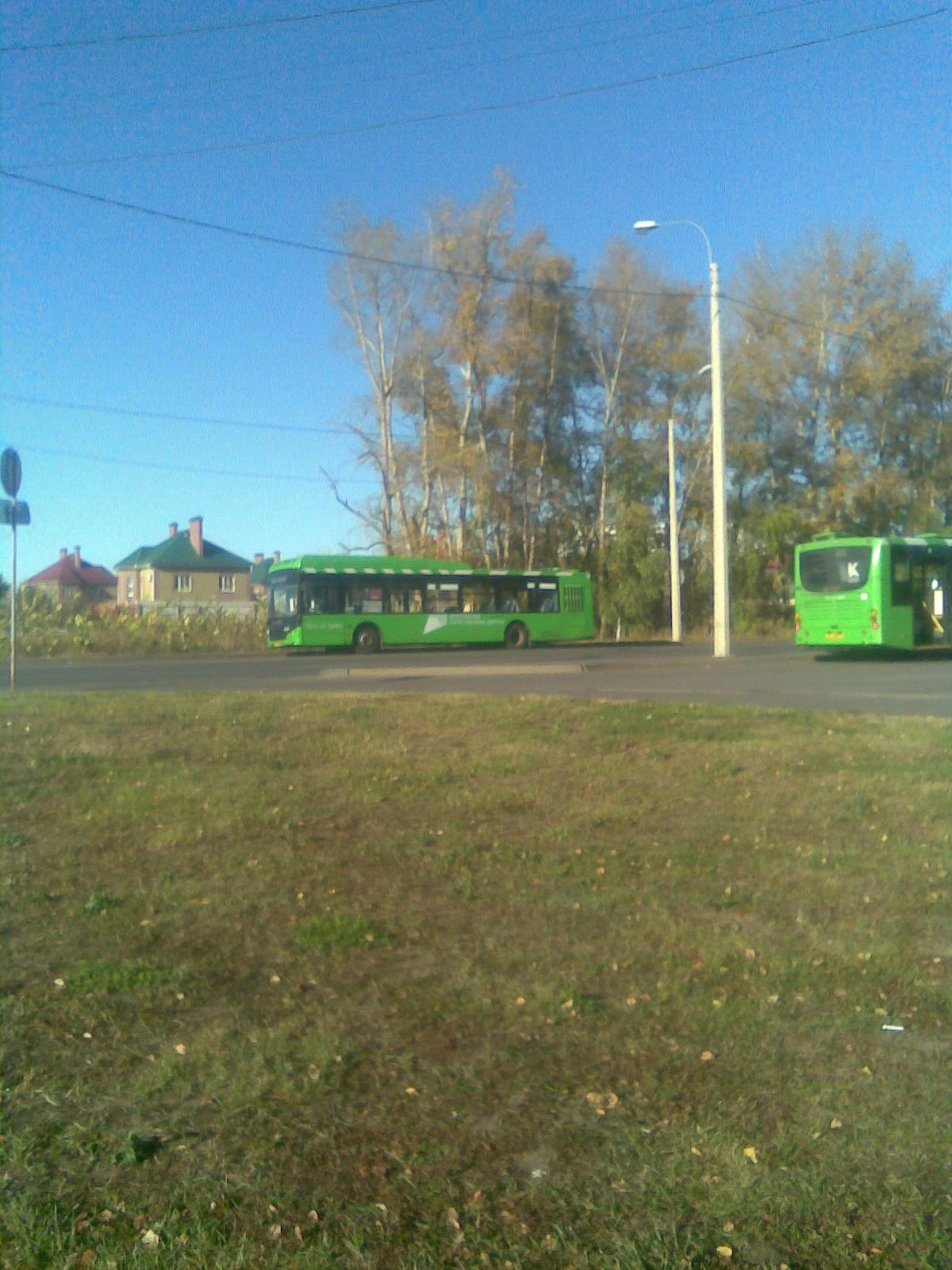
Конечная остановка-поселок Северный

В поселок ходят автобусы (маршруты 28м, 35м, 42м, 46 и 99м). Также развито троллейбусное сообщение (маршрут № 11)